# Timur Perlin
Timur Perlin (Groningen, 3 juni 1976) is een Nederlands radio-dj bij JOE. Daarvoor was hij lange tijd op NPO 3FM en NPO Radio 2 te horen. 

## Opleiding
Perlin werd in 1976 geboren als achterkleinzoon van een Poolse chemicus, kleinzoon van een Israëlische ingenieur en zoon van een Russische geoloog. Hij was op 6 december 1992 voor het eerst te horen op de radio bij de lokale omroep Transmedia in Zaltbommel. Perlin volgde de School voor Journalistiek in Utrecht en maakte tijdens zijn studie zijn landelijke radiodebuut bij het kabelstation NEW Dance Radio (thans SLAM!).

## RTL/Veronica FM/Yorin FM
Na zijn studie werkte hij bij RTL, waar hij onder meer reportages maakte voor het programma 4 in het Land. Bij RTL ging hij ook radiomaken, bij het station Veronica FM, dat later omgevormd zou worden tot Yorin FM. Bij Yorin FM trok hij in 2003 de aandacht van de NPS, dat een opvolger zocht voor Claudia de Breij in de avond op 3FM. Na een jaar ging Perlin weer terug naar Yorin FM, dat een meer alternatieve koers ging varen. Daar maakte hij onder meer het programma 'Timur Open Radio', waarin hij voor het eerst samen te horen was met sidekick Rámon Verkoeijen.

## SBS/Caz!
Yorin FM werd begin 2006 door RTL verkocht aan SBS, waarna het station in april 2006 werd omgevormd tot Caz!. Bij dit station presenteerde Perlin de middagshow Timur Open Air, opnieuw samen met Rámon de Stagiair. In 2006 won hij op 30-jarige leeftijd de Marconi Award in de categorie 'Aanstormend Talent'.

## KX Radio
In juni 2007 vertrok Perlin bij Caz! omdat hij zich wilde oriënteren op zijn toekomst en 'iets anders wilde gaan doen'. Toevalligerwijs verdween Caz! na een verkoop in juli 2007 uit de ether. Sinds juni 2007 had Perlin een eigen radioprogramma op KX Radio. Het programma droeg de naam 'Timur op KX'.

## NPO Radio 1
Vanaf 1 september 2007 werkt Perlin bij BNN. Op maandag- en donderdagavond presenteerde Perlin het nieuwsprogramma BNN Today op NPO Radio 1.

## NPO 3FM
Vanaf maandag 3 september 2007 werkte Perlin op NPO 3FM in eerste instantie achter de schermen als coördinator voor de Coen en Sander Show. Ook viel hij af en toe in voor een aantal 3FM-dj's.
Vanaf 23 februari 2008 had hij een eigen programma op NPO 3FM. Op zaterdag en zondagochtend tussen 07:00 uur en 10:00 uur presenteerde hij het ochtendprogramma. Daarin besteedde hij aandacht aan het nieuws van de dag, opvallende gebeurtenissen en muziek. Dit programma maakte hij wederom met Rámon de Stagiair. Na het vertrek van Eddy Zoëy bij 3FM na de laatste uitzending van Zoëyzo op zondag 14 december 2008, was Perlin vanaf 10 januari 2009 te horen op zaterdag en zondagmiddag van 12:00 tot 15:00 uur met het populaire programma Timur Open Radio (sinds 2014 Open Radio met Timur en Rámon en later Superrradio).
Perlin is de bedenker van Mama Appelsap, een radio-item waarin luisteraars in een anderstalige liedtekst Nederlandse zinnen denken te verstaan. Het is een vast onderdeel van zijn NPO 3FM-programma, en hij is er ook op televisie (Nederland 3) mee te zien geweest in de quiz Doe Maar Normaal. In het Engels wordt dit verschijnsel ook wel een mondegreen genoemd.
In september 2016 maakte hij bekend dat hij ging stoppen met radio maken en dus ook met zijn programma Superrradio, dat hij samen met Rámon Verkoeijen maakte. "Na 8 jaar 3FM wil ik weer eens wat anders doen. Wat was heel lang de grote vraag, totdat ik deze zomer merkte hoe gelukkig ik werd van helemaal niks doen: gewoon een beetje flierefluiten. En dat is wat ik het komend jaar, misschien langer, ga doen: beetje lummelen, hangen, in een strandbar werken, bergwandelen, en als het mee zit garnalen vissen." aldus Perlin.
Per woensdag 1 april 2020 keerde hij terug bij NPO 3FM. Hij presenteert van maandag t/m donderdag de lunchshow tussen 12:00 en 14:00. Vanaf 12 september 2022 presenteert Perlin Requestival, een verzoekplatenprogramma van maandag tot en met vrijdag tussen 12:00 en 13:00 uur.

### 3FM Serious request
Tijdens 3FM Serious Request 2009 verzorgde Perlin dagelijks de Headlines en presenteerde samen met Rámon de Stagiair de tussenstand. Dit deed hij in 2010 opnieuw, maar nu samen met Annemieke Schollaardt. Tijdens 3FM Serious Request 2011 nam hij voor het eerst zitting in het Glazen Huis in Leiden, samen met Gerard Ekdom en Coen Swijnenberg. In 2003 was hij ook reeds een van de jocks van 3FM Request on Tour.

### Live vanuit Klazienaveen
Sinds 10 januari 2014 maakte Perlin, vanaf 2015 samen met Frank van der Lende, op de vrijdagavond van 19:00 tot 22:00 uur het radioprogramma Vrij, als opvolger van Ekstra Weekend. Vanaf 6 februari 2015 maakten zij op dit tijdstip het programma Live vanuit Klazienaveen. Na een aantal weken werd Perlin al vaker vervangen door Domien Verschuuren en later Sander Hoogendoorn.

## NPO Radio 2
Op maandag 2 januari 2017 startte op NPO Radio 2 het nieuwe programma Studio T waarvan de presentator geheim werd gehouden. Pas tijdens de uitzending bleek Perlin de presentator te zijn. Omdat Rob Stenders per 1 september 2017 tijdelijk stopte bij NPO radio 2, nam Perlin het tijdslot van 22:00 tot 00:00 uur waar. Dat was het tijdstip dat One Night Stenders werd uitgezonden met Rob Stenders. Perlin was sinds begin dat jaar vaker als tijdelijke invaller te horen. “Ik val een tijdje in (of misschien iets langer)”, meldt Perlin op Twitter. “Straks gaat het nog op werken lijken! Maar het was wel heel fijn en gezellig!”
Timur Perlin presenteerde in de zomer van 2017 samen met Dolf Jansen het programma ‘Zomerspijkers’ op NPO Radio 2. Dat is de zomervariant van Spijkers met Koppen. Het zomerprogramma wordt op zaterdagmiddag live uitgezonden vanuit HUB Hilversum Beachclub. Malou Holshuijsen zal de hele zomer Dolf en Timur ondersteunen als co-host.
Sinds vrijdag 1 september 2017 was hij tussen 22:00 uur en 00:00 uur te horen. Timur nam die uren tijdelijk over van Rob Stenders.
Timur Perlin start vanaf 6 januari 2018 met zijn ochtendshow Timur en het Weekend. De dj is dan elke zaterdag en zondagochtend van 6:00 tot 9:00 uur te horen op de zender. Timur neemt het tijdslot over van Thijs Maalderink.
Op 5 oktober 2018 maakte Perlin via Instagram bekend dat hij zijn contract bij BNNVARA en NPO Radio 2 heeft verlengd en vanaf zaterdag 3 november 2018 op NPO Radio 2 iedere zaterdag en zondagochtend tussen 9:00 en 12:00 uur De Timur Timur Show gaat presenteren. Frank van 't Hof neemt vanaf dezelfde datum met het programma Vroeg op Frank de ochtendshow in het weekeinde over.
In juli 2019 raakte hij in opspraak vanwege het uitschelden van een luisteraar.

## Rentree bij NPO 3FM
Op 5 juli 2020 maakte Perlin bekend per direct te stoppen met zijn programma De Timur Timur Show op NPO Radio 2, wat hij sinds april alleen nog op de zondagochtend tussen 9:00 en 12:00 uur presenteerde. Vanaf april 2020 werd zijn timeslot op de zaterdagochtend overgenomen door Het oor wil ook wat, gepresenteerd door Emmely de Wilt. Perlin gaf aan dat hij met ingang van maandag 6 juli 2020 fulltime aan de slag gaat bij NPO 3FM, waar hij in april reeds gedeeltelijk terugkeerde. Hij presenteerde daar het programma Timur op 3FM van 12:00 tot 14:00 uur. In september 2022 leverde Perlin een uur in om tussen 12:00 en 13:00 uur het verzoekplatenprogramma Requestival te presenteren.
In juli maakte Perlin, in de podcast ‘Dit was de radio’, bekend dat hij na de zomer stopt met radiomaken en derhalve op donderdag 12 oktober 2023 zijn laatste uitzending maakte op NPO 3FM.
In december 2023 werd een verhit gesprek dat Timur eerder dat jaar voerde met een luisteraar over LHBTIQ+-rechten door een jury verkozen tot het 'Radiomoment van het jaar'.

## JOE
Van 15 januari t/m 19 januari 2024 was Timur tussen 10:00 uur en 13:00 uur te horen bij JOE. Hij verving hiermee Dennis Ruyer die deze uren oorspronkelijk zou presenteren, maar op die datum besloot om bij Radio 538 te blijven. Deze invalbeurt werd verlengd en in juni 2025 werd bekend dat Perlin zich voor meerdere jaren had verbonden aan de zender, waarmee de aanstelling dus definitief werd. Op 19 en 20 juni 2024 nam hij in plaats van Jorien Renkema de middagshow van Kai Merckx, inclusief de Alphabattle, over omdat Renkema TV-opnames had op deze twee dagen. Ook de meivakantie van 2025 nam hij van hem over door in deze periode zijn middagshow te presenteren in de week van 28 april t/m 1 mei. Kai ging deze week op vakantie. Ook hierbij nam hij de Alphabattle over. Zijn oorspronkelijke uren werden in deze week overgenomen door Daniel Smulders. In januari 2025 herintroduceerde hij een item dat hij bij 3FM had gelanceerd als Mama Appelsap. Bij JOE ging hij het item iedere uitzending gebruiken onder de naam Papa Appelsap, omdat de rechten van de eerdere naam bij 3FM liggen. Deze rubriek werd van 28 april t/m 1 mei tijdelijk tijdens de middagshow van Kai Merckx uitgezonden. Timur Perlin nam de rubriek in deze week mee toen hij deze show overnam.
In de zomermaanden valt hij daarnaast regelmatig in op Q-Music.

## Televisie
In 2014 deed Perlin mee aan de tv-quiz De slimste mens. Hij hield het vijf afleveringen vol, waarvan hij er een dagwinnaar was.